# NGC 3364
NGC 3364 (również PGC 32314 lub UGC 5890) – galaktyka spiralna z poprzeczką (SBbc), znajdująca się w gwiazdozbiorze Wielkiej Niedźwiedzicy. Odkrył ją William Herschel 3 kwietnia 1785 roku.